# Oluf Pedersen
Oluf Pedersen (Copenhagen, 14 de março de 1878 — Copenhagen, 1917) foi um ginasta dinamarquês que competiu em provas de ginástica artística pela nação.
Oluf é o detentor de uma medalha olímpica, conquistada na edição de 1912, nos Jogos de Estocolmo. Na ocasião, foi o medalhista de bronze da prova coletiva ao lado de seus 19 companheiros de equipe, quando foi superado pelas seleções da Noruega e Finlândia, primeira e segunda colocadas respectivamente. Além, na edição dos Jogos Intercalados, oito anos antes, foi vice-campeão, superado pela equipe norueguesa.